# Emil Colerus von Geldern

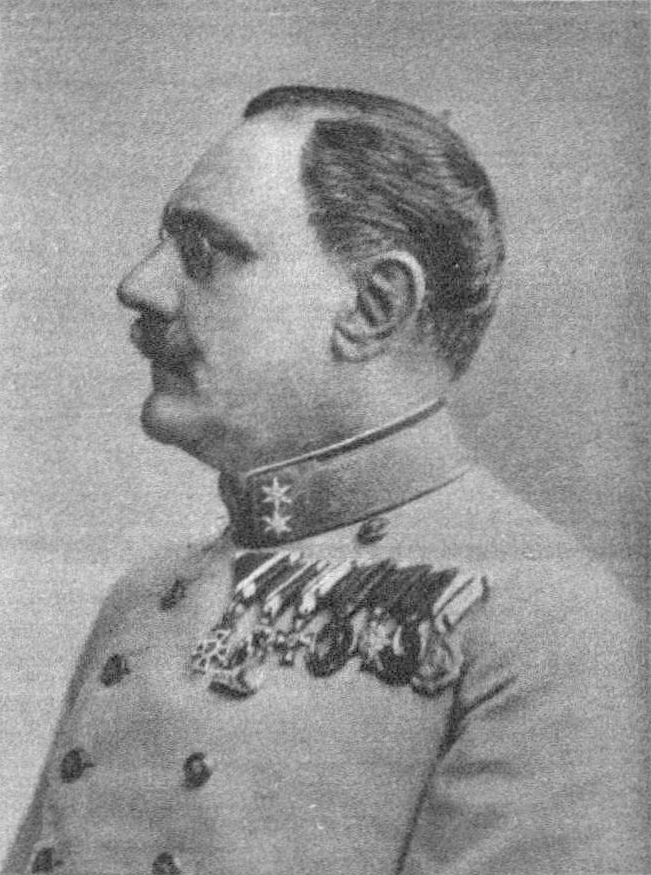
Emil Colerus von Geldern

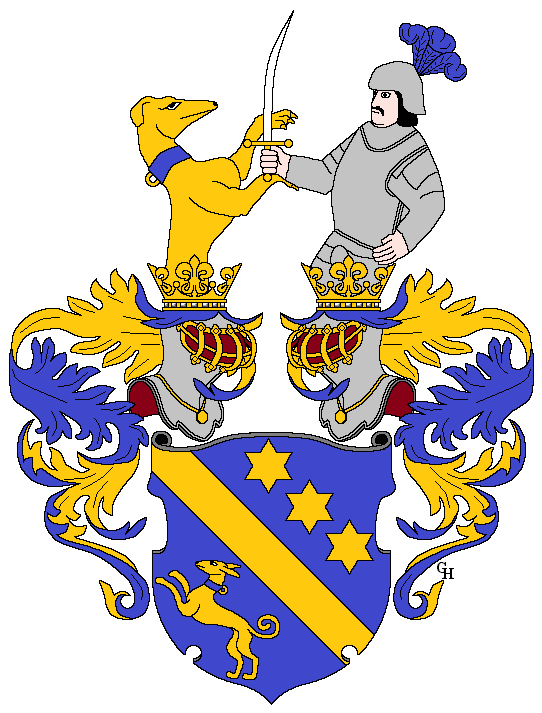
Wappen der Familie Colerus von Geldern, verliehen 1878.

Emil Colerus von Geldern (* 31. Dezember 1856 in Laibach; † 30. Januar 1919 in Wien) österreich-ungarischer Korpsführer im Ersten Weltkrieg, zuletzt General der Infanterie.

## Leben
Emil Colerus von Geldern stammte aus einer alten niederländischen Offiziersfamilie, die um 1750 aus Holland nach Österreich eingewandert war. Sein Vater Thaddeus Colerus erlangte am 25. November 1878 den österreichischen Adelsstand mit dem Namenszusatz „von Geldern“. 
Emil Colerus von Geldern besuchte die Militärschule in St. Pölten und absolvierte erfolgreich die Theresianische Militärakademie in Wiener Neustadt. Am 1. September 1877 wurde er beim Infanterieregiment Nr. 44 in Mostar zum Leutnant ernannt. Dieses Regiment nahm an der Besetzung von Bosnien teil, war aber ab August 1878 an keinen großen Kampfhandlungen beteiligt. 
Nach dem Besuch der Kriegsschule in Wien wurde er am 1. Mai 1882 zum Oberleutnant befördert und wurde am 1. November 1884 dem Generalstabskorps zugeteilt. Am 1. November 1887 wurde er zum Hauptmann befördert und am 1. Mai 1892 wurde ihm das Infanterieregiment Nr. 76 in Ödenburg  übertragen. Am 16. Oktober 1893 wurde er an der Kriegsschule zum Ausbilder für administrativen Aufgaben berufen. Am 1. November 1894 erhielt er seine Beförderung zum Major und am 1. November 1896 zum Oberstleutnant. Für seine Leistungen als Lehrer an der Kriegsschule wurde er am 2. September 1897 mit dem Militärverdienstkreuz ausgezeichnet. Am 9. April 1900 wurde er Generalstabschef des VII. Korps in Temešvár und am 1. Mai erhielt er die Promotion und an 3. Juni 1900 den Rang eines Obersts. Da der Posten eines Chef des Generalstabs eines Korps mit der eines Regimentskommandeurs gleichwertig war, erhielt er am 24. März 1904 den Orden der Eisernen Krone III. Klasse. 
Am 3. März 1906 übernahm er in Kaschau das Kommando über die 53. Infanterie-Brigade, kurz darauf erfolgte am 4. Mai 1906 die Beförderung zum Generalmajor. Schon am 27. Oktober 1906 wechselte er in der gleichen Position zum 49. Infanterie-Brigade nach Wien. Während des 60-jährigen Kaiserjubiläums erhielt er am 22. Juli 1908 das Kommandeurkreuz zum preußischen Orden des Roten Adler. Am 23. Oktober 1909 übernahm er das Kommando über die 6. Infanterietruppendivision in Graz, wo er am 13. Mai 1910 seine Beförderung zum Feldmarschallleutnant erfolgte. Für 35 Jahre Dienst im Krieg und Frieden wurde ihm am 8. März 1912 das Kreuz des Leopoldsorden verliehen.
Am 2. Januar 1914 übernahm in Graz das Kommando des III. Korps, am 26. April 1914 erfolgte die Ernennung zum General der Infanterie. 
Als der Krieg im Sommer 1914 ausbrach führte er das III. "Eiserne" Korps (6., 22. und 28. Infanterie-Truppendivisionen) im Rahmen der "Armeegruppe Kövess" bei den ersten Angriffen in Ostgalizien. In der Schlacht bei Zloczow am 28. August von russischen Truppen zurückgeworfen, wurden seine Truppen im Rahmen der 3. Armee in der Schlacht von Lemberg schwer geschlagen. Nachdem die nach Westen vorstoßenden Russen am 7. September 1914   Grodek erobert hatten, versuchte das III. Korps einen Tag später, die Stadt zurückzugewinnen. Die 6. ID rückte entlang der Chaussee und die 28. ID entlang der Eisenbahnlinie vor, während die 22. LID als vorläufige Armeereserve zurückbehalten wurde. Der Versuch, nachmittags bis zur Stadt vorzudringen, misslang jedoch. Rund um Gródek standen die russischen Truppen in vorbereiteten Stellungen, die frontal angegriffen werden mussten.
Es folgte der Rückzug des III. Korps hinter die Wereszyca und von dort hinter den San. Anfang Oktober 1914 der Armee des Generals Boroević  unterstellt, kämpfte das III. Korps in der Schlacht von Chyrów und bei Błożew Grn wieder erfolglos und musste den weiteren Rückzug auf die Karpaten antreten. Trotzdem behielt Colerus seine Position und wurde am 11. November 1914 mit dem Großkreuz des Ordens der Eisernen Krone mit Kriegsdekoration geehrt.
Das III. Korps sicherte zunächst südlich des Dukla-Pass und beteiligte sich in der Winterschlacht in den Karpaten im Januar und Februar 1915 an beiden erfolglosen Offensiven in Richtung auf Przemyśl. General der Infanterie Colerus von Geldern wurde am 29. März 1915 seines Kommandos enthoben, nachdem die Russen an der Front der 28. Infanteriedivision einbrachen und zeitweilig die Naht zwischen 3. und 2. Armee aufrissen. Am 23. August 1915 wurde er verabschiedet, am 1. September pensioniert und am 11. August 1917 durch den neuen Kaiser Karl mit dem Titel Geheimrat geehrt.
Sein jüngerer Bruder Wendelin Colerus von Geldern (1861–1937) erreichte 1917 noch den Rang eines Generalmajors. Emils Sohn Egmont Colerus von Geldern (* 12. Mai 1888 Linz; † 8. April 1939 Wien) wurde ein bedeutender Wiener Schriftsteller im Bereich der Naturwissenschaft und 1921 Beamter für Statistik.